# سادکی (استان اشوی‌داشکسیه)
سادکی (به لهستانی: Sadki) یک منطقهٔ مسکونی در لهستان است که در گمینا ووجسواو واقع شده‌است.